# Iperf
Iperf是一个广泛使用的网络性能测量和调整工具。它的意义在于它是一个跨平台的工具，可以为任何网络提供标准化的性能测量。Iperf具有客户端和服务器功能，可以创建数据流来测量两端之间单向或双向的網絡吞吐量。典型的iperf输出包含一个有时间标记的数据传输量和吞吐量测量的报告。